# قوة وهمية

قوة وهمية  (بالإنجليزية: fictitious force) أو تسمى أحيانا «شبه قوة» pseudo force, أو قوة ديلمبرت d'Alembert force أو قوة القصور الذاتي inertial force , هي قوة تظهر وتؤثر على الأجسام التي تتحرك في إطار مرجعي غير قصوري (مختلف عن إطار مرجعي قصوري)، مثال على الإطار المرجعي الغير قصوري هو إطار أو نظام يدور.
القوة F لا تنشأ من تأثر فيزيائي بين جسيمين، ولكنها تنشأ من تسارع النظام المرجعي الاقصوري نفسه:
طبقا للقانون الثاني لنيوتن فهو يقول أن F = ma, (القوة F هي حاصل ضرب الكتلة m في التسارع a)، بالتالي فإن القوى الوهمية تكون دائما متناسبة مع الكتلة m.
تنشأ قوة وهمية تؤثر على جسم عندما يكون الإطار المرجعي المستخدم لوصف حركة الجسم متسارعا، وذلك بالمقارنة بإطار مرجعي آخر لا يكون في حالة تسارع. وبما ان تسارع إطار يمكن ان يتخذ صورا كثيرة، فإن القوى الوهمية الناشئة تمكن ان تتخذ صورا متعددة (ولكنها تكون جميعا كاستجابة مباشرة للإطار المتسارع). ولكن، نعرف أربعة قوى وهمية لإطارات متسارعة تحدث في واقعنا الحياتي: أحدهم ينشأ من أي تسارع في مركز خط مستقيم (rectilinear تسارعأو قوة دي لامبرت); وقوتان وهميتان تنشآن عن الدوران
قوة طاردة مركزية وقوة كوريوليس; والقوة الوهمية الرابعة، تسمى قوة أويلر، وهي تنشأ عندما يكون الدوران متغيرا. وقوة الجاذبية ربما يمكن اعتباره هي الأخرى كقوة وهمية على أساس نموذج مجال تتسبب فيه جسيمات في انحناء الزمكان بسبب كتلتها.

## قوى وهمية نعهدها على الأرض
سطح الكرة الأرضية عبارة عن إطار مرجعي دوراني. ولحل مسائل الميكانيكا الكلاسيكية باتخاذ الأرض كاطار مرجعي، لا بد من أخذ ثلاثة قوى وهمية في الاعتبار: قوة كوريوليس، وقوة طاردة مركزية، وقوة أويلر.
في العادة نهمل قوة أويلر نظرا لتغير السرعة الزاوية للأرض التي تدور حول محورها، وهي قوة صغيرة.
أما القوتان الأخرتان الوهميتان فهما شديدي الضعف بالمقارنة بما نعهده في حياتنا اليومية، ولكن يمكن قياسهما في ظروف وعناية مناسبتين. فعلى سبيل المثال، استطاع الفيزيائي ليو فوكو أن يبين أن قوة كوريوليس تنشأ من دوران الأرض وذلك باستخدام البندول المسمى باسمه بندول فوكو. وفي حالة زيادة سرعة دوران الأرض حول محورها إلى سرعة أكبر 1000 مرة من سرعتها الحالية (مما يجعل اليوم تنتهي في 86 ثانية)، فإن الناس يمكنهم ان يشعروا بتلك القوة تدفعهم، كما لو كانوا يركبون أرجيحة دوّارة.

## قوة الجاذبية كقوة ثقالة

### تعريف
قوة الجاذبية تحمل صفات فوة ثقالة: فهي تتناسب طرديا مع كتلة جسم ولا تعتمد على خصائص أخرى للجسم. وفي الواقع لا نستطيع التفرقة بين قوة الجاذبية وقوة الثقالة. بالنسبة إلى حقل جاذبية فيمكن دائما تعريف إطارا مرجعيا متسارع، تظهر فيه قوى الثقالة مساوية لقوى الجاذبية، وذلك من دون علاقة تتعلق بحركة الجسم أو نوع الجسم. وعندئذ فلا بد للنظام المرجعي أن يكون في حالة سقوط حر بالنسبة لإطار مرجعي ثابت في حالة سكون. ففي النظام الساقط سقوطا حرا لن نشاهد قوى جاذبية ولا قوى ثقالة، ذلك لأن كل منهما يُلغي الآخر. ولكن هذا يكون موضعيا بسبب عدم انتظام أي مجال جاذبية، أي أن ذلك ينطبق فقط في حيز مكان ضيق.
ويمكن تفسير تلك الظاهرة تفسير آخر، إذا ما قمنا بتعريف النظام المرجعي الساقط سقوطا حرا على أنه إطار مرجعي قصوري. عندئذ لا يصبح النظام الأول الذي تسود فيه قوة الجاذبية إطارا مرجعيا قصوريا إذ أن المشاهدة في النظام القصوري الجديد تبين انه يتحرك بعكس اتجاه السقوط الحر، أي أنه متسارع. في هذا النظام تظهر قوى ثقالة تعادل تماما قوى الجاذبية التي رايناها من قبل، ويمكن ان تحل محلها تماما. طبقا لهذا الوصف فلا وجود لقوى جاذبية كظاهرة مستقلة. فهي تظهر في هيئة قوة ثقالة في نظام مرجعي لا يكون من ضمن اطارات مرجعية قصورية. تلك النتيجة تتساوى تماما مع «مبدأ التكافؤ»، الذي يشكل أساس النظرية النسبية العامة.
طبقا للنظرية النسبية العامة لا بد من إلغاء مبدأ أنه يمكن تعريف نظام مرجعي قصوري للكون كله. ولكن في أماكن محدودة من المكان والزمان يمكن تعريف أنظمة مرجعية قصورية. ويوصف الزمكان بأربعة إحداثيات منحنية. تذهب النظرية النسبية العامة إلى ما هو أبعد من نظرية الجاذبية لنيوتن، وهي النظرية المعترف بها حاليا كنظرية الجاذبية.

### مثــــال
المثال مثال شخص يركب قطارا، فهو يشعر عند كبح القطار في طريقه المستقيم بنفس الشعور عندما تكون حركة القطار منتظمة ولكن في منحنيات. في القطار المكبوح تتكون مجموع القوي المؤثرة عليه هي قوة الجاذبية إلى أسفل وقوة القصور الذاتي المتجهة إلى الأمام، فتكون محصلتهما قوة مائلة إلى الأمام. ولكن لكي يقف قائما فلا بد من ان تكون محصلة القوى رأسية من الرأس إلى القدمين، ولهذا فإما ينحني الشخص إلى الخلف أو يستند على شيء يمسكه بقوة ثالثة بحيث تصبح محصلة تلك القوى رأسية ثانيا، حتى يكون واقفا راسيا على قدميه.
نفس الشعور يحدث عندما يقف القطار أو يكون القطار متحركا بسرعة منتظمة ولكن تسود في طريقه المنحنيات.
عندئذ لا تنشأ قوى القصور الذاتي عن ميكانيكا نيوتن، ولا تشده قوة الجاذبية عموديا على أرضية القطار وإنما تكون مائلة إلى الأمام. وعندما نعتبر قوة الجاذبية كقوة القصور الذاتي، فإن التفسير في الحالتين يكون هو نفسه متساويا.